# Paul Oscar Blocq

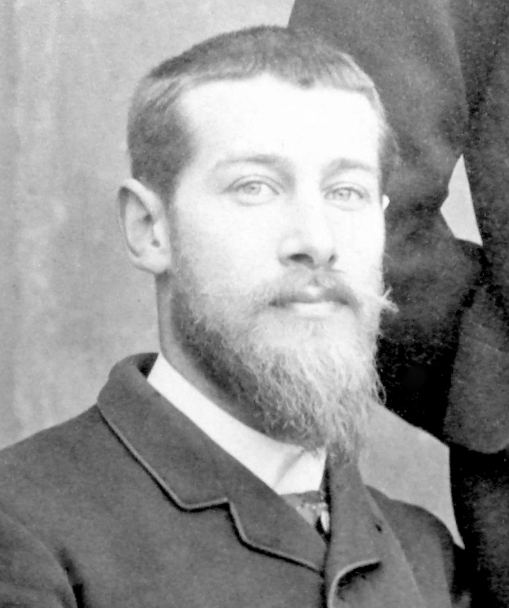
Paul Blocq (1887)

Paul Oscar Blocq (* 4. Januar 1860 in Toul, Département Meurthe-et-Moselle; † 20. Mai 1896 in Paris) war ein französischer Pathologe.

## Leben
Blocq arbeitete und forschte zusammen mit Jean-Martin Charcot am Hôpital de la Salpêtrière in Paris (13. Arrondissement).
Zusammen mit Gheorghe Marinescu und Victor Babeș veröffentlichte er den Atlas der pathologischen Histologie des Nervensystems.

## Schriften (Auswahl)
Aufsätze
- L'État Mental dans l'Hystérie. In: Gazette des hôpitaux vom 25. November 1893, ISSN 0046-5526

Bücher
- zusammen mit Albert Londe: Anatomie pathologique de la moelle épinière. Masson, Paris 1891.
- zusammen mit Jacques Onanoff: Séméiologie et Diagnostic des Maladies Nerveuses. Masson, Paris 1892.

## Quelle
- Edward Shorter (Hrsg.): A Historical Dictionary of Psychiatry. Oxford University Press, Oxford 2005, ISBN 0-19-517668-5, Seite 135.

| Personendaten    | Personendaten                        |
| ---------------- | ------------------------------------ |
| NAME             | Blocq, Paul Oscar                    |
| KURZBESCHREIBUNG | französischer Pathologe              |
| GEBURTSDATUM     | 4. Januar 1860                       |
| GEBURTSORT       | Toul, Département Meurthe-et-Moselle |
| STERBEDATUM      | 20. Mai 1896                         |
| STERBEORT        | Paris                                |